# フレンチフリゲート瀬

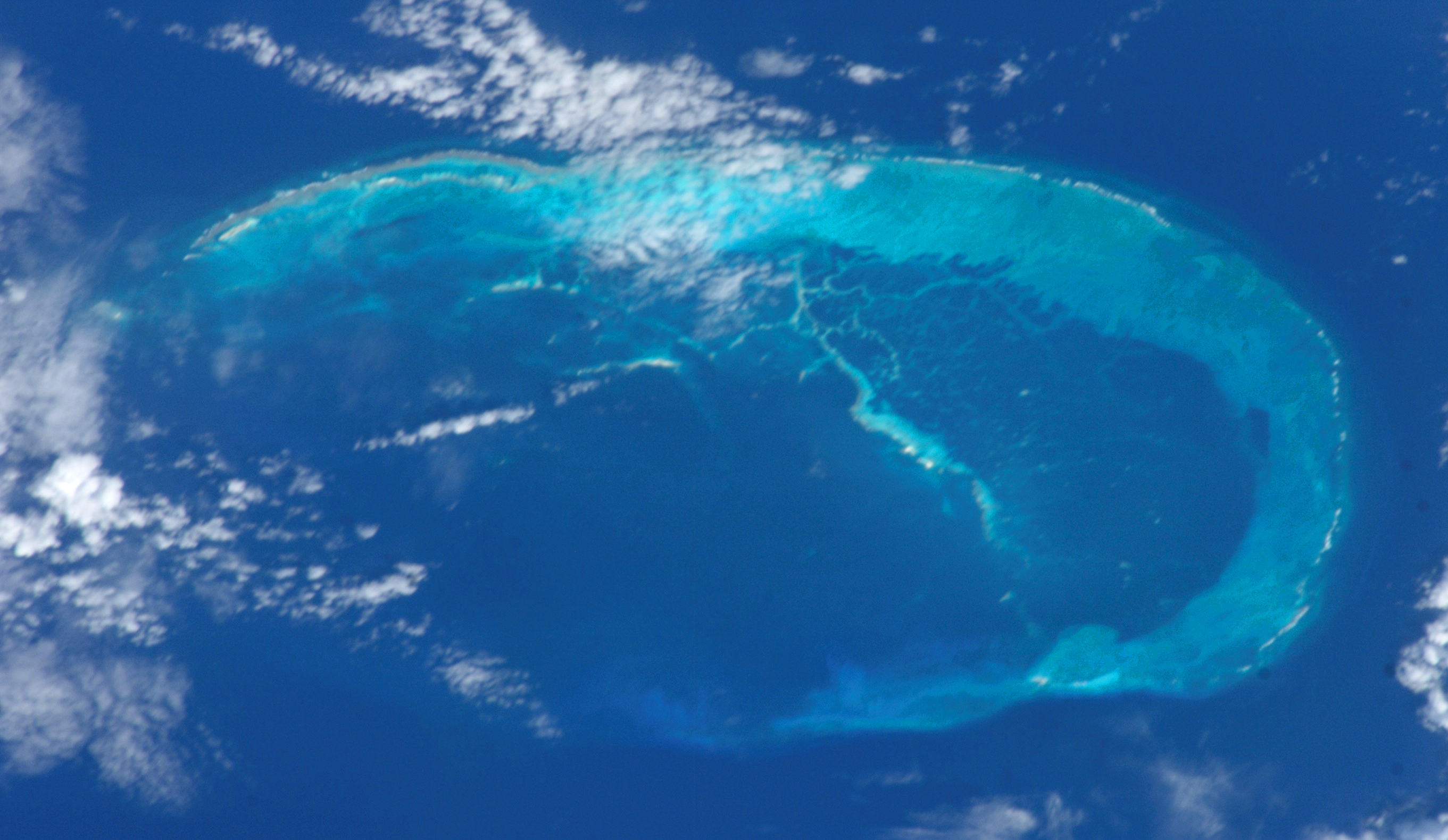
NASAによるフレンチ・フリゲート瀬の写真

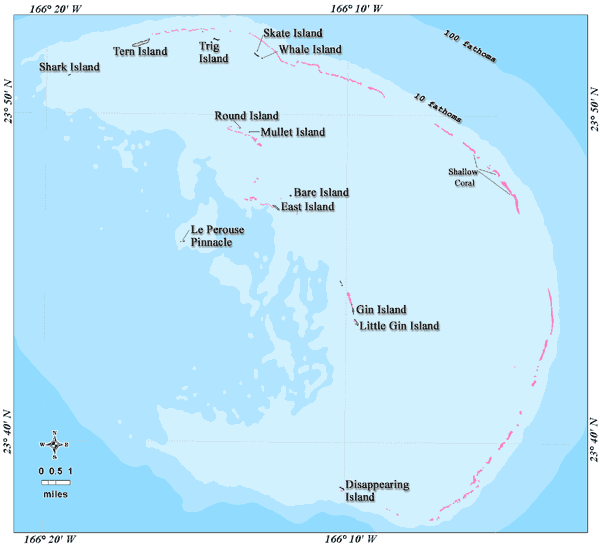
フレンチフリゲート瀬の地図

フレンチ・フリゲート瀬（French Frigate Shoals、ハワイ名：Kānemilohaʻi）は北西ハワイ諸島で最大の環礁である。フレンチ・フリゲート礁とも呼ばれる。

## 概要
フランス人の探検家、ラ・ペルーズ伯に率いられた2隻のフリゲート艦が、1786年11月6日深夜、前方に現れた未知の岩礁を衝突寸前で回避した。ラ・ペルーズはその乗艦に因んでこれを命名し位置を記録した。三日月状の32kmに及ぶ珊瑚礁と、12の砂州、高さ37mのラ・ペルーズ尖礁で構成されている。総陸地面積は248.9km2。ターン島には滑走路があり居住者もいる。パパハナウモクアケア海洋ナショナル・モニュメント内の管理地として合衆国魚類野生生物局によって管理されている。
ミッドウェー島とオアフ島との間にあり、日本 - ハワイ間の航空路上にある。第二次世界大戦中の1942年3月には、ハワイを空襲する「K作戦」を行った日本海軍の二式飛行艇が経由地として使用した後、飛行艇基地を建設するために占領が計画されたこともあるが、ミッドウェー作戦の失敗のため実現しなかった。その後、環礁中のターン島にアメリカ軍により滑走路が建設され、ミッドウェー島 - ハワイ間を中継する基地となった。

## 自然保護
現在は環礁全体が自然保護区の中にあるため、立ち入りは研究者に限られている。ハワイ諸島のアオウミガメ（ホヌ）はここで繁殖する。